# Subordination (Linguistik)
Subordination beschreibt die Verknüpfung mindestens zweier Sätze, wobei der eine Teilsatz syntaktisch in den anderen Satz integriert wird. Ein zusammengesetzter Satz mit einer subordinativen Verknüpfung führt zu einem Satzgefüge. Im Zusammenhang mit der Verknüpfung zweier Sätze bzw. Teilsätze (engl. clauses) unterscheidet man Nebensätze (Protasis, subordinierte Sätze) und Hauptsätze (Apodosis, subordinierende Sätze); der subordinierte („untergeordnete“) Satz ist also vom subordinierenden („übergeordneten“) Satz abhängig.
Der Satz, der in den anderen integriert wird, ist damit dem anderen untergeordnet. Man bezeichnet ihn in klassischer Weise als Nebensatz, der andere wird als Hauptsatz eingeordnet. Diese Beziehung bildet das Begriffspaar Matrixsatz und Konstituentensatz ab. Dabei ist der Konstituentensatz im Matrixsatz eingebettet, er ist eine Konstituente des Matrixsatzes, so dass man die subordinierten Sätze nach ihrer Position in der syntaktischen Struktur des Matrixsatzes einteilen kann, in:
- Ergänzungssätze[2] dienen als Subjekt oder Objekt des Verbs des Matrixsatzes,
- Angabesätze[3] dienen als freie Angaben des Matrixsatzes,
- Attributsätze dienen als Attribut einer Nominalphrase (so etwa als Relativsätze).

Man unterscheidet auch:
- Relativsätze, auch Attributsätze genannt:
  - Das Auto, das in der Sonne glänzt, ist rot.
- Adverbialsätze, die eine adverbiale Funktion haben:
  - Womit er auch anfing, immer wurde er unterbrochen.
- Komplementsätze, die als Subjekt bzw.  Objekt des übergeordneten Satzes fungieren:
  - Paula wusste, dass die Zeit knapp wurde.
  - Wer das Rätsel löste, erriet es oft nur.